# John Eisenhower
John Sheldon Doud Eisenhower (Denver (Colorado), 3 augustus 1922 – Trappe (Maryland), 21 december 2013) was een Amerikaanse generaal, historicus en diplomaat. Hij was de zoon van de Amerikaanse generaal en president Dwight Eisenhower en Mamie Geneva Doud-Eisenhower.
Hij kreeg een militaire opleiding aan de United States Military Academy in West Point. Hij studeerde af op 6 juni 1944, de dag dat zijn vader de Landing in Normandië leidde. Eisenhower streed zelf in de Tweede Wereldoorlog en de Koreaanse Oorlog en beëindigde zijn loopbaan als brigadegeneraal. Van 1969 tot 1971 was hij ambassadeur in België.
Eisenhower huwde in 1947 met Barbara Jean Thompson. Samen hebben ze vier kinderen. Hun zoon Dwight David Eisenhower II is gehuwd met Julie Nixon, dochter van Richard Nixon, president van de Verenigde Staten en vicepresident tijdens het bewind van Dwight Eisenhower.
Eisenhower scheidde in 1986 en huwde later met Joanne Thompson.
Hij overleed eind 2013.

## Decoraties
- Bronze Star
- Amerikaanse Defensie Service Medaille
- Amerikaanse Campagne Medaille
- Europa-Afrika-Midden Oosten Campagne Medaille met twee Bronzen Service Sterren
- World War II Victory Medal
- Bezettingsmedaille voor het Leger met "DUITSLAND" Gesp
- Medaille voor Nationale Verdediging
- Korean Service Medal met drie Bronzen Service Sterren
- Republic of Korea Presidential Unit Citation
- Koreamedaille van de Verenigde Naties
- Koreaanse Oorlogsmedaille
- Combat Infantryman Badge
- Glider Badge

- Bibsys: 90821001
- Bibliothèque nationale de France: cb124570225 (data)
- Gemeinsame Normdatei: 123289440
- International Standard Name Identifier: 0000 0001 0920 2221
- Library of Congress Control Number: n50032726
- National Archives and Records Administration: 10580725
- Nationale Bibliotheek van Tsjechië: jo2005314423
- Nationale bibliotheek van Australië: 35059856
- Nationale Bibliotheek van Israël: 987007260601405171
- Nationale Bibliotheek van Polen: a0000002208620
- Nederlandse Thesaurus van Auteursnamen: 074833162
- Réseau des bibliothèques de Suisse occidentale: 02-A003212737
- SNAC: w6v98ckw
- Système universitaire de documentation: 033732876
- Trove: 814955
- Virtual International Authority File: 84176063
- WorldCat: E39PBJxMpvTYq4byhmRtvCRxjC